# Леонардо Гонсалес (борець)
Леонардо Гонсалес Мендьєта (ісп. Leonardo González Mendieta; нар. 11 січня 1973) — панамський борець вільного та греко-римського стилів, бронзовий призер Панамериканського чемпіонату, чемпіон Центральної Америки, бронзовий призер Центральноамериканських і Карибських ігор, чемпіон та бронзовий призер Південноамериканських ігор, дворазовий чемпіон та бронзовий призер Боліваріанських ігор, срібний призер Тихоокеанських ігор у змаганнях з вільної боротьби, чемпіон Центральноамериканських і Карибських ігор у змаганнях з греко-римської боротьби.

## Життєпис
Боротьбою почав займатися з 1986 року.
Виступав за спортивний клуб «Los Tiborones del Atlantico» Колон. Тренер — Антоніо Гонсалес (з 1986).
Після завершення кар'єри борця виступав у змішаних бойових мистецтвах. Протягом 2008—2009 років провів п'ять поєдинків, у чотирьох з яких переміг і в одному зазнав поразки.

## Спортивні результати на міжнародних змаганнях

### Виступи на Чемпіонатах світу
| Змагання                        | Збірна | Вагова категорія          | Місце |
| ------------------------------- | ------ | ------------------------- | ----- |
| Чемпіонат світу з боротьби 2003 | Панама | вільна боротьба, до 74 кг | 17    |
| Чемпіонат світу з боротьби 2005 | Панама | вільна боротьба, до 74 кг | 27    |

### Виступи на Панамериканських чемпіонатах
| Змагання                                   | Збірна | Вагова категорія                 | Місце  |
| ------------------------------------------ | ------ | -------------------------------- | ------ |
| Панамериканський чемпіонат з боротьби 1984 | Панама | греко-римська боротьба, до 68 кг | 5      |
| Панамериканський чемпіонат з боротьби 1994 | Панама | греко-римська боротьба, до 68 кг | 5      |
| Панамериканський чемпіонат з боротьби 1994 | Панама | вільна боротьба, до 68 кг        | 8      |
| Панамериканський чемпіонат з боротьби 1997 | Панама | вільна боротьба, до 69 кг        | 5      |
| Панамериканський чемпіонат з боротьби 1998 | Панама | вільна боротьба, до 69 кг        | 5      |
| Панамериканський чемпіонат з боротьби 2000 | Панама | вільна боротьба, до 69 кг        | 8      |
| Панамериканський чемпіонат з боротьби 2001 | Панама | вільна боротьба, до 76 кг        | 4      |
| Панамериканський чемпіонат з боротьби 2003 | Панама | вільна боротьба, до 74 кг        | 5      |
| Панамериканський чемпіонат з боротьби 2006 | Панама | вільна боротьба, до 74 кг        | Бронза |
| Панамериканський чемпіонат з боротьби 2008 | Панама | вільна боротьба, до 74 кг        | 7      |

### Виступи на Панамериканських іграх
| Змагання                  | Збірна | Вагова категорія          | Місце |
| ------------------------- | ------ | ------------------------- | ----- |
| Панамериканські ігри 1995 | Панама | вільна боротьба, до 68 кг | 4     |
| Панамериканські ігри 1999 | Панама | вільна боротьба, до 69 кг | 6     |
| Панамериканські ігри 2003 | Панама | вільна боротьба, до 74 кг | 4     |

### Виступи на Південноамериканських іграх
| Змагання                       | Збірна | Вагова категорія          | Місце  |
| ------------------------------ | ------ | ------------------------- | ------ |
| Південноамериканські ігри 1994 | Панама | вільна боротьба, до 68 кг | Золото |
| Південноамериканські ігри 2002 | Панама | вільна боротьба, до 74 кг | Бронза |

### Виступи на Боліваріанських іграх
| Змагання                  | Збірна | Вагова категорія          | Місце  |
| ------------------------- | ------ | ------------------------- | ------ |
| Панамериканські ігри 1993 | Панама | вільна боротьба, до 68 кг | Золото |
| Панамериканські ігри 1997 | Панама | вільна боротьба, до 69 кг | Бронза |
| Панамериканські ігри 2001 | Панама | вільна боротьба, до 74 кг | Золото |

### Виступи на Чемпіонатах Центральної Америки
| Змагання                                      | Збірна | Вагова категорія          | Місце  |
| --------------------------------------------- | ------ | ------------------------- | ------ |
| Чемпіонат Центральної Америки з боротьби 2006 | Панама | вільна боротьба, до 74 кг | Золото |

### Виступи на Центральноамериканських і Карибських іграх
| Змагання                                               | Збірна | Вагова категорія                 | Місце  |
| ------------------------------------------------------ | ------ | -------------------------------- | ------ |
| Центральноамериканські і Карибські ігри 1993           | Панама | вільна боротьба, до 68 кг        | 5      |
| Центральноамериканські і Карибські ігри 1994           | Панама | греко-римська боротьба, до 68 кг | Золото |
| Центральноамериканські і Карибські ігри 1994           | Панама | вільна боротьба, до 68 кг        | 4      |
| Центральноамериканські і Карибські ігри 2006           | Панама | вільна боротьба, до 74 кг        | Бронза |
| Центральноамериканські і Карибські ігри 2010 (Маягуес) | Панама | вільна боротьба, до 74 кг        | 7      |

### Виступи на Тихоокеанських іграх
| Змагання                | Збірна | Вагова категорія          | Місце  |
| ----------------------- | ------ | ------------------------- | ------ |
| Тихоокеанські ігри 1995 | Панама | вільна боротьба, до 68 кг | Срібло |

### Виступи на інших змаганнях
| Змагання                                                         | Збірна | Вагова категорія                 | Місце |
| ---------------------------------------------------------------- | ------ | -------------------------------- | ----- |
| Олімпійський кваліфікаційний турнір з боротьби 2000 (Колорадо)   | Панама | греко-римська боротьба, до 76 кг | 6     |
| Олімпійський кваліфікаційний турнір з боротьби 2000 (Мехіко)     | Панама | вільна боротьба, до 69 кг        | 7     |
| Олімпійський кваліфікаційний турнір з боротьби 2004 (Братислава) | Панама | вільна боротьба, до 84 кг        | 11    |
| Олімпійський кваліфікаційний турнір з боротьби 2008 (Варшава)    | Панама | вільна боротьба, до 74 кг        | 26    |